# Граматика, Ирма
Ирма Граматика (Gramatica; 25.11.1873, Фиуме, ныне Риека, Хорватия — 1962, Флоренция) — итальянская актриса, сестра Анны и Эммы Граматики.

## Биография
Ирма Граматика родилась 25 ноября 1870 года (по другим сведениям в 1873 году) в Фиуме (ныне Риека, Хорватия). Её настоящее имя — Мария Каролина Франческа Граматика. Его отец Доменико был суфлёром, а мать Кристина Брэдил — швеёй, работавшей в компании Джачинты Пеццаны и Луиджи Монти. Первое театральное представление Ирмы Граматики состоялось в возрасте семи лет, в комедии Паоло Феррари «Причины и последствия» (Cause ed effetti).
Ирма Граматика получила музыкальное образование во Флоренции. С 1887 года выступала в труппах, возглавлявшихся тамими итальянскими актёрами как Элеонора Дузе, Эрмете Цаккони, Ч. Росси и др. Создавала собственные труппы. Например, в 1900 году вместе с В. Талли и О. Калабрези.
Вводила в репертуар итальянского театра произведений современной национальной и переводной драматургии, играла главные роли в пьесах «Дочь Йорио» Д’Аннунцио, «От твоего до моего» Верги, «Потерянные во мраке» Бракко «Как листья…» Джакозы и др. Наряду с классикой вводила в репертуар итальянского театра произведения современных драматургов. Играла молодых героинь в психологических драмах («Кукольный дом» Г. Ибсена, «Огни Ивановой ночи» Г. Зудермана, «Одинокие» Г. Гауптмана), а также в комедиях К. Гольдони («Хозяйка гостиницы», «Памела, или Награждённая добродетель»). Играла также роли: Тереза Ракен («Тереза Ракен» Золя), Катарина («Укрощение строптивой» Шекспира), Луиза («Коварство и любовь» Шиллера). В 1915 году была примадонной театра «Мандзони» в Милане.
В 1935—1936 годах преподавала в Академии драматического искусства в Риме. Последний раз вышла на сцену в 1938 в роли леди Макбет У. Шекспира. Снималась в фильмах «Порт» (1934), «Бывший Маттиа Паскаль» (1937), «Да, мадам» (1942), «Примадонна» (1943), «Сёстры Матерасси» (1944), «Неизвестный человек из Сан-Марино» (1946). По мнению современников, Ирма Граматика унаследовала лучшие черты артистической индивидуальности Элеоноры Дузе — человечность и обаятельную женственность. Её игра отличалась возвышенным лиризмом.
Ирма Граматика умерла 14 октября 1962 во Флоренции.